# Holdenberg
Holdenberg, auch Holdamark, ist eine Wüstung im sächsischen Landkreis Nordsachsen. Sie liegt vermutlich nördlich des Ortes Brinnis. Die Gerichtsbarkeit über dieses frühere Dorf, das 1465 bereits als wüste Mark bezeichnet wurde, war aufgeteilt auf die Rittergüter Schönwölkau, Reibitz, Döbernitz und Löbnitz Hof- und Schlossteil.